# Championnat d'Europe de baseball 1962
Navigation
Édition précédente Édition suivante
Le championnat d'Europe de baseball 1962, septième édition du championnat d'Europe de baseball, a eu lieu du 21 au 29 juillet 1962 à Amsterdam, aux Pays-Bas. Il a été remporté par l'équipe des Pays-Bas entraînée par Ron Fraser (en).